# Barbara Stanwyck
Barbara Stanwyck (Brooklyn, Nova York, 16 de juliol de 1907 − Santa Monica, Califòrnia, 20 de gener de 1990) fou una actriu estatunidenca.
D'una infantesa difícil, Barbara Stanwyck va treure una força i una voluntat fora del comú. Comença en el cinema des dels començaments del sonor i és propulsada per l'escenògraf Frank Capra, que li dona papers dignes del seu talent d'actriu. Arriba al cim encarnant els estereotips de l'heroïna del cinema negre. Destaca en els gèneres cinematogràfics més variats: el melodrama, el western, la policíaca, el cinema negre, la comèdia, i la pel·lícula social. Va ser una de les preferides de directors, com ara Cecil B. DeMille, Fritz Lang i Frank Capra, i va fer 86 pel·lícules en 38 anys abans de dedicar-se a la televisió. Va rebre nombrosos reconeixements, incloent-hi tres premis Primetime Emmy, un Globus d'Or i va ser nominada a quatre premis de l'Acadèmia i el 1982 en va rebre un d'honorífic.

## Biografia
Stanwyck va néixer el 16 de juliol de 1907 a Brooklyn, Nova York. Va ser la cinquena i més petita filla de Kathryn Ann Kitty (de soltera McPhee) i Byron E. Stevens. Les famílies d'ambdós pares havien estat a Amèrica del Nord des de la dècada de 1740. Byron, d'ascendència anglesa, era natural de Lanesville, Massachusetts, on el seu pare era un important terratinent. Havia volgut ser advocat, però va abandonar la universitat per treballar després de la mort del seu pare, i finalment es va convertir en paleta i picapedrer. La mare de Stanwyck, Kitty, era una immigrant canadenca d'ascendència escocesa-irlandesa de Sydney, Nova Escòcia. Es van conèixer quan la Kitty estava visitant la família a Boston.
El seu nom real era Ruby Catherine Stevens. Stanwyck tenia tres germanes grans, Laura Mildred (anomenada Millie, n. 1886), Viola Maud (n. 1889) i Mabel (n. 1890), i un germà gran, Malcolm Byron (n. 1905).  La família s'havia traslladat de Nova Anglaterra a Flatbush, Brooklyn, l'any abans que naixés Stanwyck, a la recerca de millors oportunitats laborals per a Byron. El juliol de 1911, Stanwyck, de quatre anys, i el seu germà de sis anaven en tramvia amb la seva mare quan un passatger borratxo va caure i va empènyer la mare fora del vehicle. Kitty Stevens estava embarassada en aquell moment, i l'accident va provocar un part prematur, que va causar una sèpsia fatal.
L'alcoholisme de Byron Stevens va empitjorar després de la mort de la seva dona, i va abandonar la família poc després. Es va unir a una colla de treball que excavava el Canal de Panamà el 1912, i va morir allà uns anys més tard en una epidèmia.
Ella va créixer acollida en diverses famílies i sempre va treballar. Un dels seus directors, Jacques Tourneur, va dir d'ella: «Només viu per a dues coses, i totes dues són feina».
Stanwyck va estudiar a l'escola pública número 152 de Brooklyn. Odiava l'escola, excepte la literatura, i generalment treia males notes. Va ser assetjada i es barallava habitualment amb els altres estudiants.  Stanwyck va començar a somiar amb entrar al món de l'espectacle de petit. La seva germana Millie s'havia convertit en una ballarina de vodevil d'èxit i s'enduia Stanwyck amb ella a les gires d'estiu. També idolatrava l'estrella de cinema Pearl White, la sèrie de la qual Els perills de Pauline (1914) era popular en aquell moment. D'adolescent, Stanwyck va començar a actuar en teatre amateur i en espectacles en cinemes de Flatbush.
Va començar treballant de telefonista, i com a corista en diferents espectacles de vodevil. Posteriorment aconseguiria treballar a Broadway, on va conèixer el seu primer marit, el polèmic actor Frank Fay, i amb qui se'n va anar a Los Angeles per intentar començar una carrera en el cinema. Es diu que el guió per a la pel·lícula A Star Is Born, de William A. Wellman està basat en el seu conflictiu matrimoni i l'obsessió del seu marit per convertir-la en una estrella.
Va adoptar un nen, i es va divorciar de Frank l'any 1936. Es va casar per segona vegada amb l'actor estatunidenc Robert Taylor l'any 1939, de qui es va divorciar el 1950, després de molts embolics de l'actor, entre d'altres, amb Ava Gardner i Lana Turner.
En el rodatge de Golden Boy coneix William Holden, i allà s'iniciaria una llarguíssima amistat que duraria fins a la mort d'ell, fins i tot quan ella va guanyar l'Oscar honorífic l'any 1982, l'hi va dedicar a ell, que havia mort poc abans.
Barbara Stanwyck va morir als 82 anys a la seva casa de Santa Monica, d'una malaltia del cor.

## Trajectòria
La seva primera pel·lícula en el cinema va ser Broadway Nights, l'any 1927. Va col·laborar a moltes pel·lícules amb Frank Capra, com Ladies of Leisure (1930) o Forbidden (1932). Després d'algunes altres pel·lícules, amb directors com John Ford, el seu primer gran paper arriba amb la pel·lícula Stella Dallas, de King Vidor, l'any 1937, amb la qual aconseguiria la seva primera nominació als Oscar, encara que en aquella ocasió se'l va endur Louise Rainier per La bona terra.
Barbara es va començar a especialitzar en papers de dones dures i fortes. La seva bellesa no era tan ortodoxa com la de les grans estrelles de Hollywood, però això no li va impedir d'interpretar algunes de les dones fatals més importants de la història del cinema.
Va fer altres pel·lícules, com Bola de foc, de Howard Hawks, el 1941 (la seva segona nominació a l'Oscar, que tampoc no es va endur), o L'home del carrer, de Frank Capra, també l'any 1941, on va demostrar que a part de cinema negre, era capaç de fer comèdies i melodrames.

### Double Indemnity

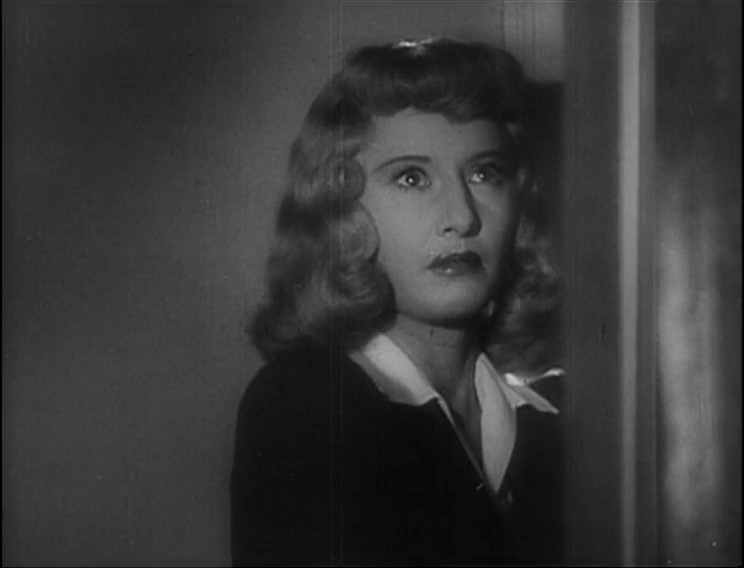
Barbara en una escena de Double Indemnity (1944)

L'èxit més gran de la seva carrera li va arribar l'any 1944, amb la pel·lícula Double Indemnity, dirigida per Billy Wilder, i interpretada també per Fred MacMurray i Edward G. Robinson. Amb un guió de Raymond Chandler, basat en una novel·la de James Cain, la pel·lícula és una de les grans obres mestres del cinema negre, i ella va interpretar el paper de dona manipuladora, insensible i malvada. El seu paper de Phyllis Dietrichson és probablement el model on s'han basat per definir l'estereotip cinematogràfic de dona fatal. La seva magnífica interpretació li va valer la seva tercera nominació a l'Oscar, però tampoc no se'l va endur, ja que va ser l'any en què Ingrid Bergman el va guanyar per Gaslight.
Posteriorment a aquest gran personatge, va fer altres pel·lícules també memorables, com L'estrany amor de Marta Ivers (1946), de Lewis Milestone, o Sorry, Wrong Number, el 1948, d'Anatole Litvak, que li va suposar la seva quarta nominació als Oscar, que en aquesta ocasió l'hi va arrabassar Jane Wyman.
Va continuar fent pel·lícules magnífiques en papers gens convencionals, com en Clash by Night, de Fritz Lang, al costat de Marilyn Monroe, el 1952, o a Walk on the Wild Side, el 1962, d'Edward Dmytryk, on va interpretar la primera lesbiana declarada de la història del cinema.

### Últims treballs
Durant els anys 1950 i els anys 1960 va fer bastant de televisió, va tenir el seu propi programa, que li va valer un premi Emmy, a part de col·laborar en diverses sèries. Després, també va participar en The Thorn Birds.
Per les seves contribucions al món del cinema, se li va posar una estrella al Passeig de la Fama de Hollywood, en el 1751 de Vine Street.
Com a reconeixement a tota la seva carrera, l'any 1982 va aconseguir un Oscar honorífic. Després de rebutjar el paper d'Angela Channing en la sèrie estatunidenca Falcon Crest, Barbara va intervenir en tres sèries emblemàtiques dels vuitanta que van ser els seus últims treballs: The Thorn Birds, Dinastia i Els Colby, ambdues en el paper de Constance Colby.

## Vida personal

### Matrimonis i relacions

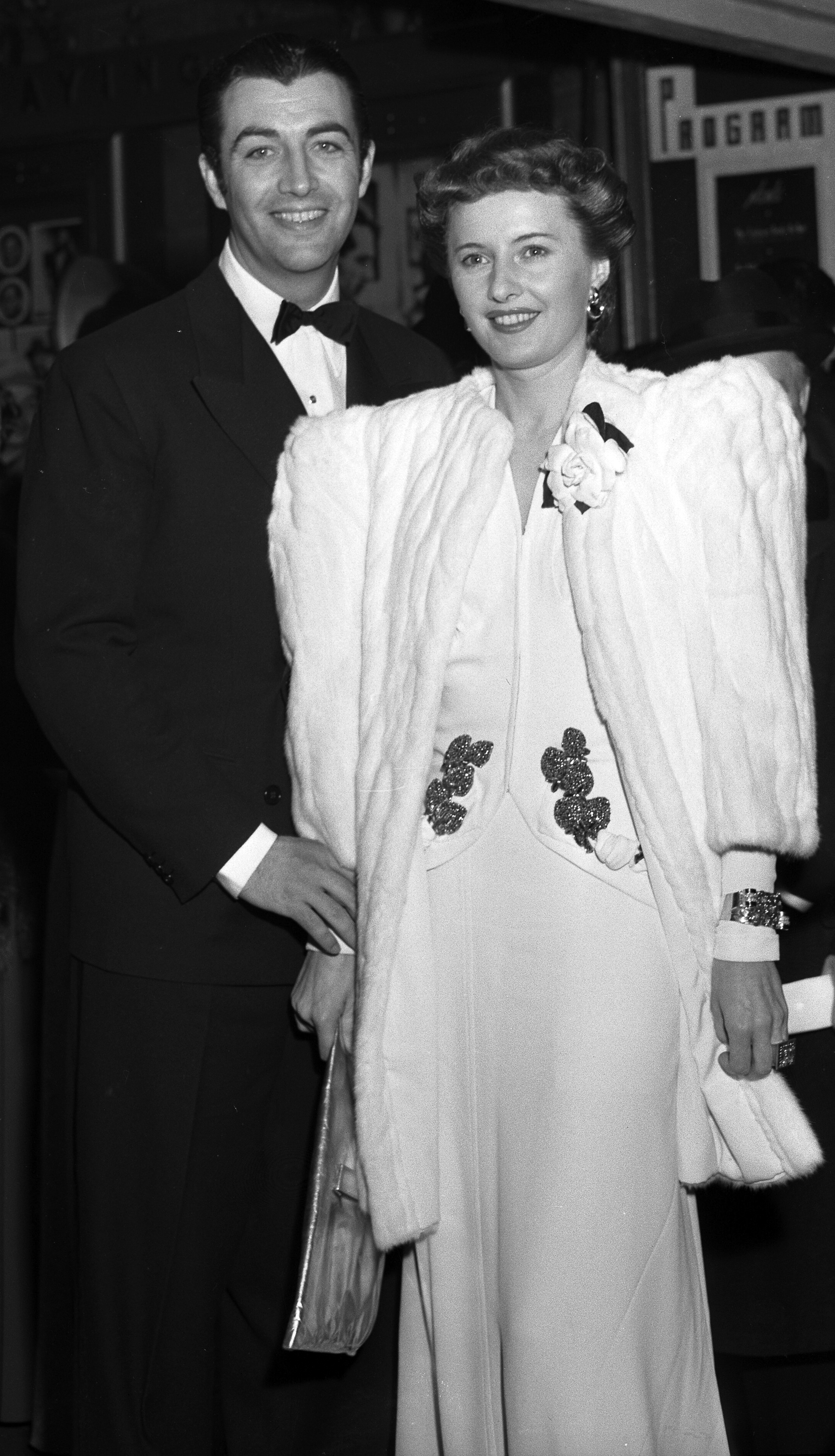
Amb Robert Taylor el 1941

Segons sembla, mentre jugava a The Noose, Stanwyck es va enamorar del seu company de repartiment casat, Rex Cherryman. Quan Cherryman va emmalaltir a principis de 1928, el seu metge li va aconsellar que fes un viatge per mar, així que Cherryman va salpar cap a Le Havre amb la intenció de continuar fins a París, on Stanwyck i ell havien quedat per trobar-se. Mentre era al mar, va contreure una intoxicació sèptica i va morir poc després d'arribar a França, als 31 anys.

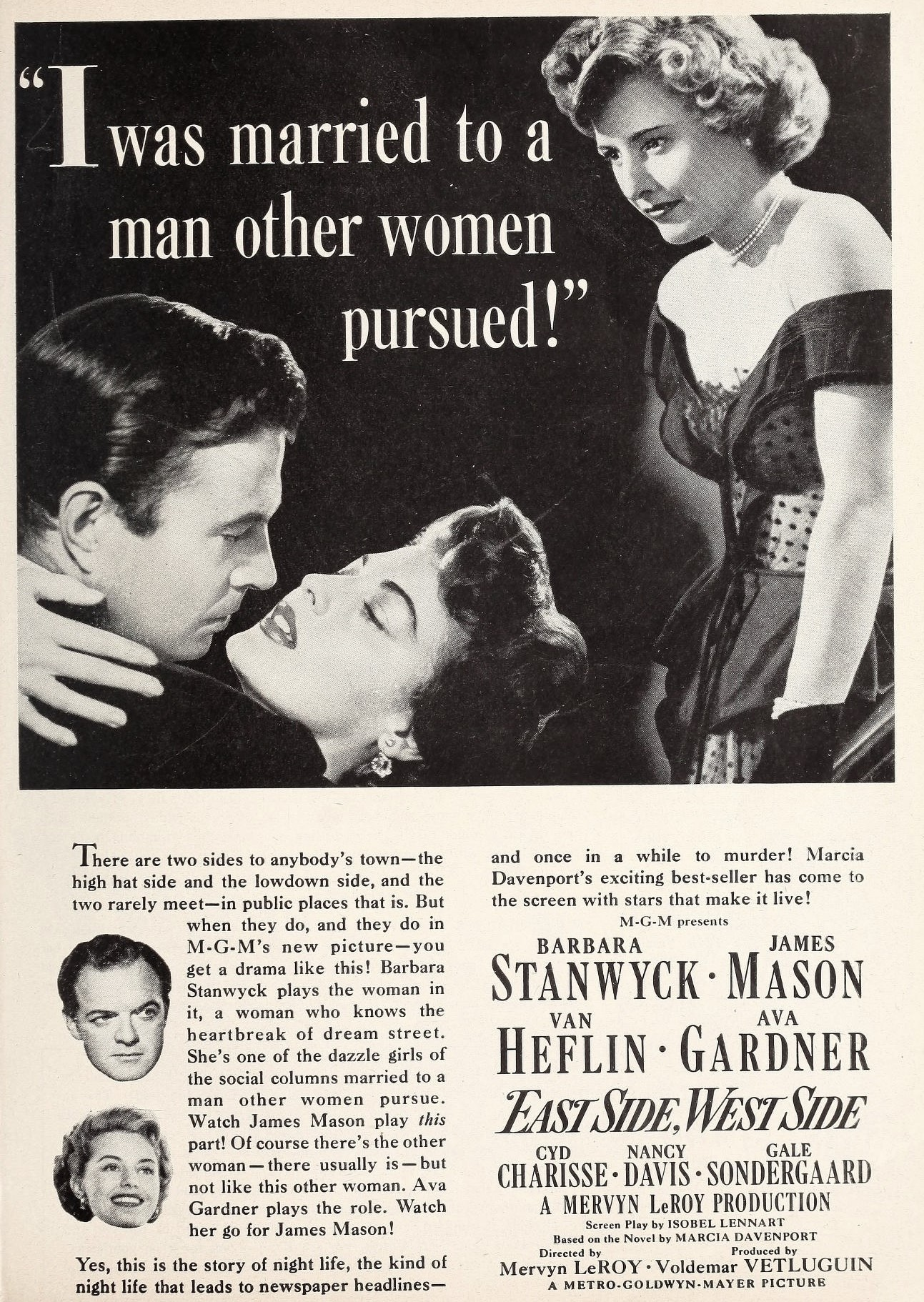
Anunci de revista per a East Side West Side (1949) protagonitzat per Stanwyck, James Mason i Ava Gardner

El 26 d'agost de 1928, Stanwyck es va casar amb el seu company de repartiment a Burlesque, Frank Fay. Fay i ella van afirmar més tard que al principi no s'havien agradat, però que es van fer propers després de la mort de Cherryman. Fay era catòlic, així que Stanwyck es va convertir per al seu matrimoni. Segons sembla, no va poder tenir fills. Després de traslladar-se a Hollywood, la parella va adoptar un nen de 10 mesos el 5 de desembre de 1932. Li van posar Dion, i més tard li van canviar el nom a Anthony Dion, sobrenomenat Tony. El matrimoni va ser problemàtic; l'èxit de la carrera de Fay a Broadway no es va traslladar a la gran pantalla, mentre que Stanwyck va aconseguir l'estrellat de Hollywood. Segons sembla, Fay va maltractar físicament Stanwyck, sobretot quan estava ebri. Alguns afirmen que el matrimoni va ser la base dels diàlegs escrits per William Wellman, un amic de la parella, per a la pel·lícula A Star Is Born (1937), protagonitzada per Janet Gaynor i Fredric March. La parella es va divorciar el 30 de desembre de 1935. Stanwyck va obtenir la custòdia del seu fill, a qui va criar amb una mà estricta i autoritària i amb expectatives exigents. Stanwyck i el seu fill es van distanciar després de la seva infància, i només es van trobar unes poques vegades després que ell fos adult. Va morir el 2006. Va escriure Richard Corliss, la nena «només s'assemblava a ella en un aspecte: tots dos eren, efectivament, orfes».
El 1936, mentre rodava la pel·lícula His Brother's Wife (1936), Stanwyck es va involucrar amb el seu company de repartiment, Robert Taylor. Més que un romanç tòrrid, la seva relació era més aviat de mentor i alumne. Stanwyck va servir com a suport i assessora del jove Taylor, que havia vingut d'una petita ciutat de Nebraska; ella va guiar la seva carrera i el va aclimatar a la sofisticada cultura de Hollywood. La parella va començar a viure junta, cosa que va generar notícies als diaris. Stanwyck dubtava a tornar-se a casar després del fracàs del seu primer matrimoni, però el seu matrimoni de 1939 es va concertar amb l'ajuda de l'estudi de Taylor, Metro-Goldwyn-Mayer, una pràctica habitual a l'edat d'or de Hollywood. Louis B. Mayer havia insistit que Stanwyck i Taylor es casessin i fins i tot havia arribat a presidir els preparatius del casament. Stanwyck i Taylor van gaudir de temps junts a l'aire lliure durant els primers anys del seu matrimoni i posseïen acres de propietats privilegiades a l'oest de Los Angeles. El seu gran ranxo i casa a la secció de Mandeville Canyon de Brentwood, Los Angeles, encara és conegut pels locals com el vell ranxo de Robert Taylor.
Stanwyck i Taylor van decidir divorciar-se el 1950 i, per la seva insistència, ella va procedir amb la presentació oficial dels documents. Existeixen molts rumors sobre la causa del divorci, però després de la Segona Guerra Mundial, Taylor va intentar crear-se una vida allunyada de la indústria de l'entreteniment, i Stanwyck no compartia aquest objectiu. Presumptament, Taylor va tenir aventures extramatrimonials, i rumors sense fonament suggerien que Stanwyck també les tenia. Després del divorci, van seguir sent amics i van actuar junts a l'últim llargmetratge de Stanwyck, The Night Walker (1964). Ella mai es va tornar a casar. Segons la seva amiga i coprotagonista de Big Valley, Linda Evans, Stanwyck va citar Taylor com l'amor de la seva vida. Va acceptar molt malament la seva mort el 1969 i va fer un llarg descans del treball al cinema i la televisió.
Stanwyck va ser una de les actrius més estimades de Hollywood i va mantenir amistats amb molts dels seus companys actors (així com amb membres de l'equip de les seves pel·lícules i programes de televisió), com ara Joel McCrea i la seva dona Frances Dee, George Brent, Robert Preston, Henry Fonda (que estava enamorat d'ella des de feia temps), James Stewart, Linda Evans, Joan Crawford, Jack Benny i la seva dona Mary Livingstone, William Holden, Gary Cooper i Fred MacMurray. Durant el rodatge de To Please a Lady, Stanwyck es va negar a deixar la seva criada afroamericana Harriet Coray en un hotel només per a afroamericans i va insistir que Harriet s'allotgés al mateix hotel que ella. Després de molta pressió per part de Stanwyck, a Coray se li va permetre allotjar-se al millor hotel d'Indianapolis amb Stanwyck i la resta del repartiment i l'equip.
Stanwyck, als 45 anys, va tenir una aventura romàntica de quatre anys amb l'actor Robert Wagner, de 22 anys, que havia començat al rodatge de Titanic (1953) abans que Stanwyck posés fi a la relació. L'afer es descriu a les memòries de Wagner del 2008, Pieces of My Heart.

## Filmografia
- Broadway Nights (1927)
- The Locked Door (1929)
- Mexicali Rose (1929)
- Ladies of Leisure (1930)
- Night Nurse (1931)
- The Miracle Woman (1931)
- The Slippery Pearls (1931)
- Ten Cents a Dance (1931)
- Illicit (1931)
- The Purchase Price (1932)
- So Big! (1932)
- Shopworn (1932)
- Forbidden (1932)
- Ever in My Heart (1933)
- Ladies They Talk About (1933)
- Baby Face (1933)[51]
- The Bitter Tea of General Yen (1933)
- Gambling Lady (1934)
- The Secret Bride (1934)
- A Lost Lady (1934)
- Red Salute (1935)
- The Woman in Red (1935)
- Annie Oakley (1935)
- Banjo on My Knee (1936)
- Casa't i ja ho veuràs (The Bride Walks Out) (1936)
- The Plough and the Stars (1936)
- A Message to Garcia (1936)
- His Brother's Wife (1936)
- Internes Can't Take Money (1937)
- Esmorzar per a dos (Breakfast for Two) (1937)
- Stella Dallas (1937)
- This Is My Affair (1937)
- Always Goodbye (1938)
- The Mad Miss Manton (1938)
- Union Pacific (1939)
- Golden Boy (1939)
- Record d'una nit (Remember the Night) (1940)
- The Lady Eve (1941)
- Bola de foc (Ball of Fire) (1941)
- Ets meva (You Belong to Me) (1941)
- L'home del carrer (1941)
- The Gay Sisters (1942)
- The Great Man's Lady (1942)
- Flesh and Fantasy (1943)
- Lady of Burlesque (1943)
- Hollywood Canteen (1944)
- Double Indemnity (1944)
- Christmas in Connecticut (1945)
- The Bride Wore Boots (1946)
- Califòrnia (California) (1946)
- L'estrany amor de Marta Ivers (The Strange Love of Martha Ivers) (1946)
- My Reputation (1946)
- Cry Wolf (1947)
- L'altre amor (The Other Love) (1947)
- La noia de varietats (Variety Girl) (1947)
- Les dues senyores Carroll (The Two Mrs. Carrolls) (1947)
- B.F.'s Daughter (1948)
- Sorry, Wrong Number (1948)
- East Side, West Side (1949)
- The File on Thelma Jordon (1949)
- The Lady Gambles (1949)
- No Man of Her Own (1949)
- The Furies (1950)
- To Please a Lady (1950)
- The Man with a Cloak (1951)
- Clash by Night (1952)
- Blowing Wild (1953)
- Jeopardy (1953)
- All I Desire ofwel Stopveraka You Belong to Me (1953)
- The Moonlighter (1953)
- Titanic (1953)
- La reina de Montana (Cattle Queen of Montana) (1954)
- Executive Suite (1954)
- Testimoni d'un assassinat (Witness to Murder) (1954)
- Fugida a Birmània (Escape to Burma) (1955)
- Homes violents (The Violent Men) (1955)
- There's Always Tomorrow (1956)
- These Wilder Years (1956)
- The Maverick Queen (1956)
- Forty Guns (1957)
- Soldat Hook (Trooper Hook) (1957)
- Crim passional (Crime of Passion) (1957)
- La gata negra (Walk on the Wild Side) (1962)
- Roustabout (1964)
- The Night Walker (1964)
- The Doornvogels, sèrie (1982)

## Premis i nominacions

### Premis
- 1982: Oscar honorífic

### Nominacions
- 1937: Oscar a la millor actriu per Stella Dallas
- 1941: Oscar a la millor actriu per Bola de foc
- 1944: Oscar a la millor actriu per Double Indemnity
- 1948: Oscar a la millor actriu per Sorry, Wrong Number